# ساحة أحد

ساحة أحد

ساحة أُحد أو ساحة مهدي عماش أو ساحة طارق الشيخ، هي ساحة في مدينة بغداد وفيها تتقاطع أربعة شوارع أولها شارع رشيد عالي الكيلاني (جنوباً) الذي ينتهي عند الساحة، والشارع الثاني الذي يتقاطع هو شارع عثمان بن عفان (شمالاً)، حيث يبدأ ليكون الامتداد لشارع رشيد عالي الكيلاني، وأما الشارع الثالث (شرقاً)، فهو شارع 48 المتجه إلى جسر الصليخ الجديد، وأما الشارع الرابع (غرباً) فهو شارع بلال بن رباح (الشارع المتجه إلى سدة سبع أبكار ثم الدهاليك ثم الكريعات. وعند تلك الساحة يقع بيت صالح مهدي عمّاش والد هدى صالح مهدي عماش. وهذه الساحة ينتهي عندها حي الشماسية ويبدأ حي سبع ابكار ومحلة الصليخ القديم.